# Wali Djantang
Wali Djantang är en kommun i departementet Maghama i regionen Gorgol i Mauretanien. Kommunen hade 12 026 invånare år 2013.

## Kända personer från Wali Djantang
- Ba Mamadou Mbaré (1946–2013), politiker